# Lepidochrysops hypopolia
Lepidochrysops hypopolia або Моранта блакитний (афр. Morant-bloutjie) — вимерлий вид метеликів родини Lycaenidae. Був ендеміком Південної Африки. Вид відомий лише за двома повними чоловічими екземплярами та одним частковим чоловічим екземпляром (нога). Вид названий на честь Уолтера Моранта, який зловив двох повноцінних самців.
Обидва екземпляри були спіймані Морантом 21 вересня 1870 року поблизу Ледісміта, Квазулу-Натал. Частковий зразок був виявлений Томасом Айресом поблизу Потчефструма, Північно-Західна провінція (Південна Африка) у 1879 році.
Цей вид був зазначений як вимерлий у SF Henning & GA Henning (1989) і GA Henning і SF Henning (1992b).
Цілісні зразки Моранта виставлені в Музеї природознвства в Лондоні. Частковий зразок Айреса виставлений у Південноафриканському музеї в Кейптауні.

## Середовище існування
Ймовірні місця існування цього виду — Квазулу-Натальське високогір'я Торнвельд (KwaZulu-Natal Highland Thornveld), біорегіон субальпійських пасовищ та Карлтонвільські доломітові пасовища (Carletonville Dolomite Grassland) біорегіон сухих високогірних пасовищ у біологічному підрозділі «Пасовища».
Точне місце існування невідоме.
Інформація про єдину ймовірну самку, яку нібито зафіксував К. В. Моррісон поблизу Ескорта, Квазулу-Натал, не підтверджена.

## Обґрунтування
З 1879 року не було жодного підтвердженого зразка. Нижня поверхня повноцінних екземплярів світліша і більш зморщена, ніж у близькоспорідненого (ймовірно, сестринського) виду Lepidochrysops praeterita.
Існують припущення, що три відомі зразки, можливо, були хімічно відбіленими екземплярами Lepidochrysops praeterita. Якщо це дійсно так, то ці два види є специфічними. Однак зверху крила не вибілені, а зовнішні краї махових крил самців більш опуклі, ніж у Lepidochrysops praeterita.